# Edifici al carrer Bellit, 32 (Caldes de Montbui)
Edifici al carrer Bellit, 32 és una casa de Caldes de Montbui (Vallès Oriental) protegida com a bé cultural d'interès local.

## Descripció
Edifici unifamiliar entre mitgeres fent cantonada, amb planta baixa i dos pisos. La teulada és a dos vessants de teula àrab. L'estructura és de parets de càrrega i de forjat unidireccional. En la façana principal hi ha un ordre en la disposició de les obertures a partir d'un eix de simetria central. A la planta baixa hi ha dues grans obertures, la porta d'entrada i el garatge, i dues petites finestres; una de les finestres té la inscripció "MELCIOR CAMP+DEPADROS. 1711". A la primera planta, es troben tres obertures que donen a balcons i al segon pis hi ha sis balcons de dimensions més petites que els anteriors. En la façana lateral, les obertures es presenten de forma irregular.
La façana està arrebossada amb les llindes, brancals i ampits de les obertures de la planta baixa i el primer pis de pedra. En planta baixa hi ha un petit sòcol o basament de pedra fent la cantonada amb carreus. El remat superior és un ràfec a manera de cornisa.

## Història
Edifici dels anys 80 del segle XX amb elements d'un edifici anterior del segle xviii.